# Lancer du disque masculin aux Jeux olympiques d'été de 1956
Navigation
Helsinki 1952 Rome 1960
Le concours de lancer du disque masculin des Jeux olympiques d'été de 1956 se déroulant à Melbourne a eu lieu le mardi 27 novembre 1956.

## Records
| Record du monde  | 59,28 m | Fortune Gordien | États-Unis | 22 août 1953 | Pasadena |
| Record olympique | 55,03 m | Simeon Iness    | États-Unis | Juillet 1952 | Helsinki |

## Résultats
| Place | Athlète          | Pays             | Hauteur      |
| ----- | ---------------- | ---------------- | ------------ |
| 1er   | Al Oerter        | États-Unis       | 56,36 m (OR) |
| 2e    | Fortune Gordien  | États-Unis       | 54,81 m      |
| 3e    | Desmond Koch     | États-Unis       | 54,40 m      |
| 4e    | Mark Pharaoh     | Grande-Bretagne  | 54,27 m      |
| 5e    | Otto Grigalka    | Union soviétique | 52,37 m      |
| 6e    | Adolfo Consolini | Italie           | 52,21 m      |
| 7e    | Ferenc Klics     | Hongrie          | 51,82 m      |
| 8e    | Dako Radosević   | Yougoslavie      | 51,69 m      |
| 9e    | Boris Matveyev   | Union soviétique | 51,38 m      |
| 10e   | Gerald Carr      | Grande-Bretagne  | 50,72 m      |
| 11e   | Gunter Kruse     | Argentine        | 49,89 m      |
| 12e   | Kim Boukhantsov  | Union soviétique | 48,58 m      |
| 13e   | Fanie du Plessis | Afrique du Sud   | 48,49 m      |
| 14e   | Erik Uddebom     | Suède            | 48,28 m      |
| 15e   | Mesulame Rakura  | Fidji            | 47,24 m      |
| 16e   | Hernán Haddad    | Chili            | 46,00 m      |
| —     | Vesmonis Balodis | Australie        | DNQ          |
| —     | Muhamad Ayub     | Pakistan         | DNQ          |
| —     | Pierre Alard     | France           | DNQ          |
| —     | Tadeusz Rut      | Pologne          | DNQ          |